# Bill Elliott

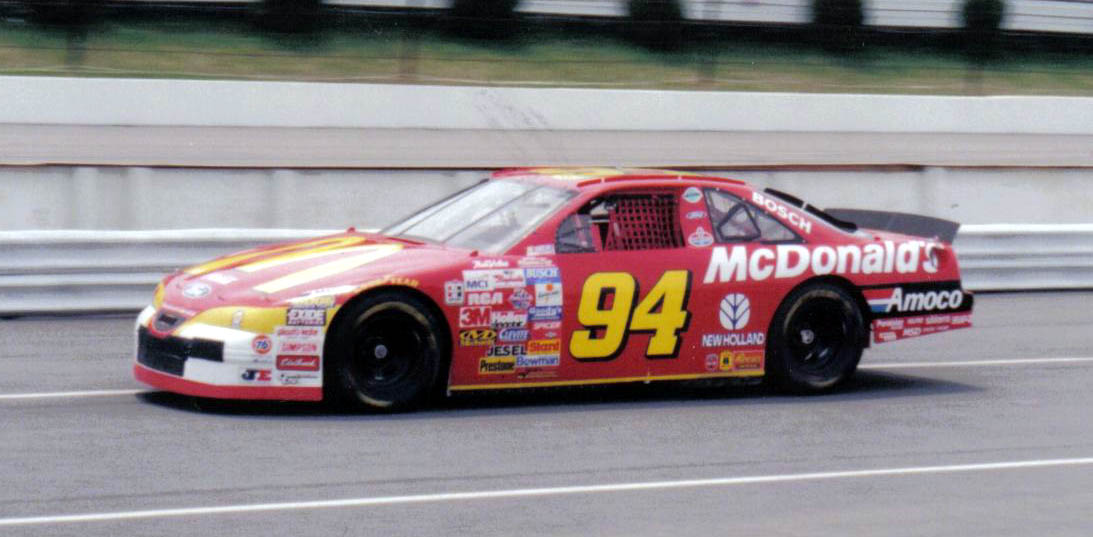
Elliott op de Pocono Raceway in 1997

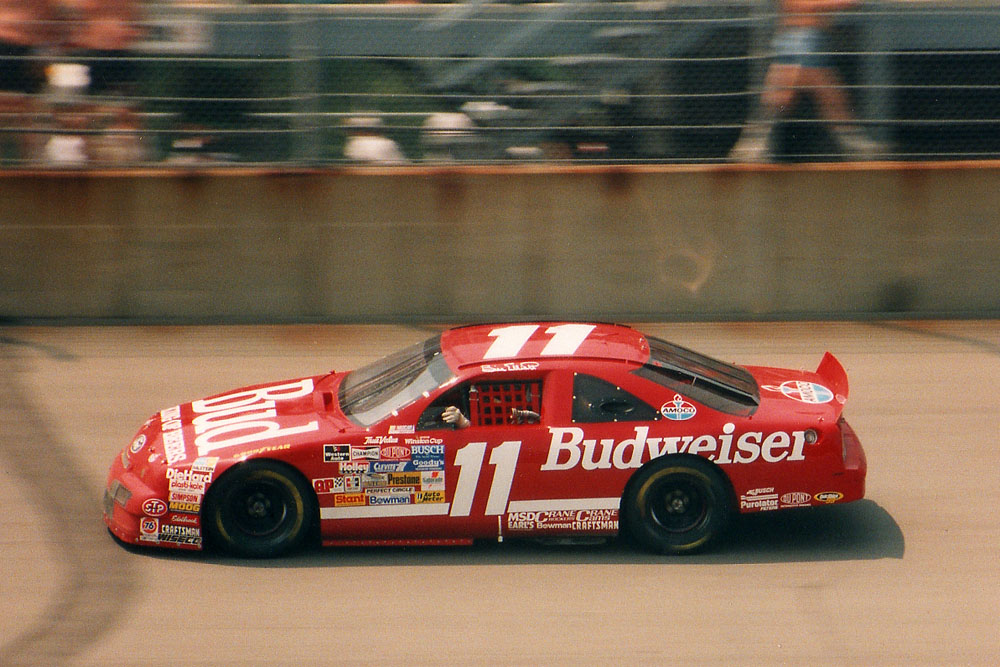
Elliott op de Michigan International Speedway in 1994

William Clyde "Bill" Elliott (Dawsonville (Georgia), 8 oktober 1955) is een Amerikaans autocoureur. Hij won de NASCAR Winston Cup in 1988. Hij is de vader van Chase Elliott die in 2020 de NASCAR Cup Series won.

## Carrière
Elliott startte zijn carrière in de NASCAR in 1976. Vanaf 1983 ging hij fulltime aan de slag. Dat jaar behaalde hij zijn eerste overwinning tijdens de laatste race van het jaar op de Riverside International Raceway en werd hij derde in het eindklassement. In 1985 en 1987 won hij de prestigieuze Daytona 500. Hij is tot nog toe de enige rijder die twee keer won vertrekkend vanaf poleposition. Hij werd in 1985 en 1987 tevens twee keer vice-kampioen met respectievelijk elf en zes overwinningen.
In 1988 won hij met zijn Ford Thunderbird het kampioenschap. Hij won zes races dat jaar en tijdens de laatste race van het seizoen op de Atlanta Motor Speedway had hij genoeg aan een elfde plaats om zijn naaste achtervolger Rusty Wallace, die de race won, achter zich te houden in het eindklassement. Elliott werd een derde keer vicekampioen in 1992 toen Alan Kulwicki het kampioenschap met amper tien punten voorsprong won. Vanaf 2004 rijdt hij het kampioenschap parttime.
Elliott won tot nog toe 44 races in de Sprint Cup en vertrok 55 keer vanaf poleposition. Hij won twee keer de Daytona 500 en een keer de Brickyard 400 op de Indianapolis Motor Speedway. Hij is met vier overwinningen op rij op de Michigan International Speedway in de periode 1985-1986 recordhouder op dat circuit. Hij won een keer een race uit de Busch Series, op Watkins Glen International in 1993. Op 25 mei 2009 reed hij zijn achthonderdste Sprint Cup race toen hij aan de start stond op de Lowe's Motor Speedway en werd daarmee de zevende rijder die de kaap van 800 gereden races behaalde.

## Resultaten in de NASCAR Winston/Sprint Cup
Winston/Sprint Cup resultaten (aantal gereden races, polepositions, gewonnen races en positie in het kampioenschap)
| Jaar | Races | Polepositions | Overwinningen | Kampioenschap |
| ---- | ----- | ------------- | ------------- | ------------- |
| 1976 | 8     | 0             | 0             | 41e           |
| 1977 | 10    | 0             | 0             | 35e           |
| 1978 | 10    | 0             | 0             | 33e           |
| 1979 | 13    | 0             | 0             | 28e           |
| 1980 | 11    | 0             | 0             | 34e           |
| 1981 | 13    | 1             | 0             | 30e           |
| 1982 | 21    | 1             | 0             | 25e           |
| 1983 | 30    | 0             | 1             | 3e            |
| 1984 | 30    | 4             | 3             | 3e            |
| 1985 | 28    | 11            | 11            | 2e            |
| 1986 | 29    | 4             | 2             | 4e            |
| 1987 | 29    | 8             | 6             | 2e            |
| 1988 | 29    | 6             | 6             | 1e            |
| 1989 | 29    | 2             | 3             | 6e            |
| 1990 | 29    | 2             | 1             | 4e            |
| 1991 | 29    | 2             | 1             | 11e           |
| 1992 | 29    | 2             | 5             | 2e            |
| 1993 | 30    | 0             | 2             | 8e            |
| 1994 | 31    | 1             | 1             | 10e           |
| 1995 | 31    | 2             | 0             | 8e            |
| 1996 | 24    | 0             | 0             | 30e           |
| 1997 | 32    | 1             | 0             | 8e            |
| 1998 | 32    | 0             | 0             | 18e           |
| 1999 | 34    | 0             | 0             | 21e           |
| 2000 | 32    | 0             | 0             | 21e           |
| 2001 | 36    | 2             | 1             | 15e           |
| 2002 | 36    | 4             | 2             | 13e           |
| 2003 | 36    | 0             | 1             | 9e            |
| 2004 | 6     | 0             | 0             | 48e           |
| 2005 | 9     | 0             | 0             | 45e           |
| 2006 | 10    | 1             | 0             | 44e           |
| 2007 | 20    | 0             | 0             | 42e           |
| 2008 | 20    | 0             | 1             | 39e           |
| 2009 | 12    | 0             | 0             | 42e           |
| 2010 | 13    | 0             | 0             | 41e           |
| 2011 | 5     | 0             | 0             | 40e           |
| 2012 | 2     | 0             | 0             | 49e           |